# Lianshan, Qingyuan
Lianshan, även romaniserat Lienshan, är ett autonomt härad för zhuang- och yao-folken i Qingyuans stad på prefekturnivå i provinsen Guangdong i sydöstra Kina.
Lianshan är indelat i sju köpingar (zhen).
- Futang (福堂镇)
- Hedong (禾洞镇)
- Jitian (吉田镇)
- Shangshuai (上帅镇)
- Taibao (太保镇)
- Xiaosanjiang (小三江镇)
- Yonghe (永和镇)